# Donja Jošanica
Donja Jošanica (cyr. Доња Јошаница) – wieś w Serbii, w okręgu toplickim, w gminie Blace. W 2011 roku liczyła 95 mieszkańców.